# Pandémie de Covid-19 au Malawi
- 300 à 2999 cas
- 30 à 299 cas
- 3 à 29 cas
- 1 à 2 cas

La pandémie de Covid-19 au Malawi démarre officiellement le 2 avril 2020. À la date du 7 octobre 2022, le bilan est de 2 682 morts.

## Mesures sanitaires
Le 1er avril, les vols internationaux sont suspendus.
Afin de protéger la population, la justice tente de freiner les mesures de confinement décidées par le gouvernement.
Un camp de quarantaine est créé.
En août, le port du masque devient obligatoire dans les endroits publics, mesure assortie d'une amende de 15 dollars en cas de désobéissance.

## Bilan
Les trois premiers cas ont été enregistrés en avril 2020.
En octobre 2020, le pays a officiellement recensé plus de 5 900 cas de Covid-19, dont 184 décès, sur une population de 19 millions d’habitants.
En novembre 2020 il y avait 98 nouveaux cas et un décès, portant le nombre de cas à 6 028 dont 185 décès.
En décembre 2020 il y avait 555 nouveaux cas et quatre décès, portant le nombre de cas à 6 583 dont 189 décès.
En janvier 2021 il y avait 17 380 nouveaux cas et 513 décès, portant le nombre de cas à 23 963 dont 702 décès.
En février 2021 il y avait 7 982 nouveaux cas et 342 décès, portant le nombre de cas à 31 945 dont 1 044 décès.
En mars 2021 il y avait 1 606 nouveaux cas et 73 décès, portant le nombre de cas à 33 551 dont 1 117 décès.
En avril 2021 il y avait 527 nouveaux cas et 31 décès, portant le nombre de cas à 34 078 dont 1 148 décès.
En mai 2021 il y avait 260 nouveaux cas et sept décès, portant le nombre de cas à 34 338 dont 1 155 décès.
En juin 2021 il y avait 1 788 nouveaux cas et 41 décès, portant le nombre de cas à 36 126 dont 1 196 décès.
En juillet 2021 il y avait 16 221 nouveaux cas et 439 décès, portant le nombre de cas à 52 347 dont 1 635 décès.
En août 2021 il y avait 8 147 nouveaux cas et 542 décès, portant le nombre de cas à 60 494 dont 2 177 décès.
En septembre 2021 il y avait 1 086 nouveaux cas et 105 décès, portant le nombre de cas à 61 580 dont 2 282 décès.
En octobre 2021 il y avait 216 nouveaux cas et 19 décès, portant le nombre de cas à 61 796 dont 2 301 décès.
En novembre 2021 il y avait 120 nouveaux cas et cinq décès, portant le nombre de cas à 61 916 dont 2 306 décès.
En décembre 2021 il y avait 13 159 nouveaux cas et 58 décès, portant le nombre de cas à 75 075 dont 2 364 décès.
En 2022 il y avait 13 089 nouveaux cas et 321 décès, portant le nombre de cas à 88 164 dont 2 685 décès.
En 2023 il y avait 998 nouveaux cas et un décès, portant le nombre de cas à 89 162 dont 2 686 décès.

## Statistiques

Nombre de cas au Malawi depuis le début de l'épidémie.

Nombre de morts au Malawi depuis le début de l'épidémie.

## Impact économique

### Production de tabac
Le Malawi est le second producteur de tabac d'Afrique. Les autorités  ont décidé d'interdire la présence des vendeurs lors des ventes aux enchères de tabac. La conséquence en est que les vendeurs sont incapables de négocier les prix.

## Impact social et psychologique
On constate une augmentation des cas de suicides dus à la crise économique provoquée par la gestion de la pandémie,.
À la suite de la détresse économique et psychologique engendrée par la crise économique créée par les mesures sanitaires, entre janvier et août, les suicides ont augmenté de 57 % par rapport à 2019.
Des groupes d’autodéfense se forment, se livrant à des actes de violence. Des personnes sont accusées d’avoir lynché à mort deux Mozambicains qu'ils croyaient être venus dans leur pays pour propager le coronavirus.